# Dragør

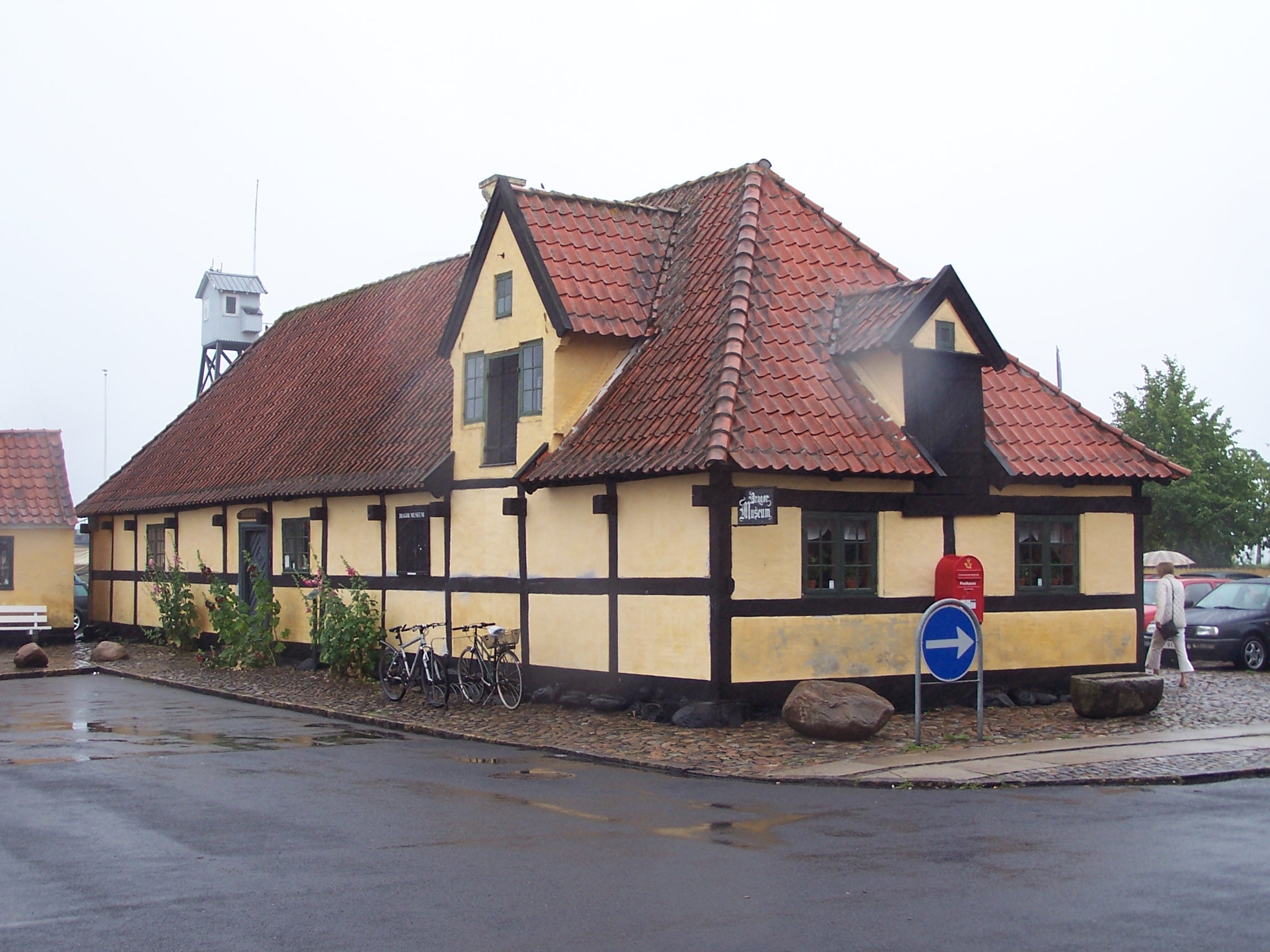
Dragørs museum

Dragør är en ort på den danska ön Amager, drygt 10 kilometer från Köpenhamn. Den ligger i Dragørs kommun vid Öresund, söder om Öresundsförbindelsen och Kastrup flygplats. Orten hade 2017 12 132 invånare. Invånarantalet inkluderar Store Magleby som är huvudort i kommunen och nästan sammanvuxet med Dragør.
Dragør har många välbevarade historiska byggnader, och den gamla delen av orten består av en pittoresk labyrint av gator och gränder med gulmålade hus, röda tak och kullerstensgator. De flesta av byggnaderna är från 1700- och 1800-talen. Hamnen, som även bjuder på en välbevarad kulturmiljö, brukas fortfarande av fritidsbåtar och små fiskefartyg samt lotsar i Öresund.

## Historia
Dragør har alltid varit en naturlig överfartssort till Skåne, och även transittrafiken genom Öresund har gynnat läget. Under medeltiden fanns här sillmarknader som kan jämföras med den berömda sillmarknaden i Skanör. Från 1500-talet växte en fast bebyggelse fram och Dragør blev ett fiskeläge och sjöfartssamhälle. År 1658 härjades Dragør, som många andra danska orter, av svenska trupper. När Danmark förlorade Skåne flyttade och flydde en del skåningar hit.
Från 1521 lät kung Kristian II nederländska bönder bosätta sig med stora privilegier i Store Magleby, 2–3 kilometer längre in i landet. Befolkningen i Dragør var helt beroende av grannbyn och underställd dess administration. Genom århundraden levde de danska fiskarna och sjöfararna i Dragør och de holländska bönderna i Store Magleby med en del spänningar sinsemellan, en rivalitet som återfinns även i dag.
På 1880-talet var segelskeppens tid förbi och Dragørs dagar som rik sjöfartsort var räknade. Från 1907 hade Dragør järnvägsförbindelse med Köpenhamn (Amagerbanen). När Kastrup flygfält utbyggdes 1957 kapades södra delen av järnvägen, men Dragørs stationshus finns ännu. Under första hälften av 1900-talet blev Dragør mycket uppskattat av sommargäster från Köpenhamn. Från 1950-talet växte stora villakvarter fram runt ortens gamla centrum, och orten är i dag ett attraktivt bostadssamhälle genom sin närhet till Köpenhamn och sin unika prägel, utan att bebyggelsen dock har växt ihop med Köpenhamn och blivit en förort till denna.
Från 1933 till den tyska ockupationen av Danmark 1940, och därefter från 1960 (första båten avseglade den 8 april) till 1999 gick det färjor till stadsdelen Limhamn i Malmö. Den sista färjan gick den 31 oktober 1999. Se artikeln Dragörfärjan.